# Sbarramento di Rio Forca
Lo sbarramento di Rio Forca è uno sbarramento artificiale ad uso idroelettrico posto a 760 metri in località Chiasso di Vizzaneta, nel comune di San Marcello Piteglio.

## Descrizione

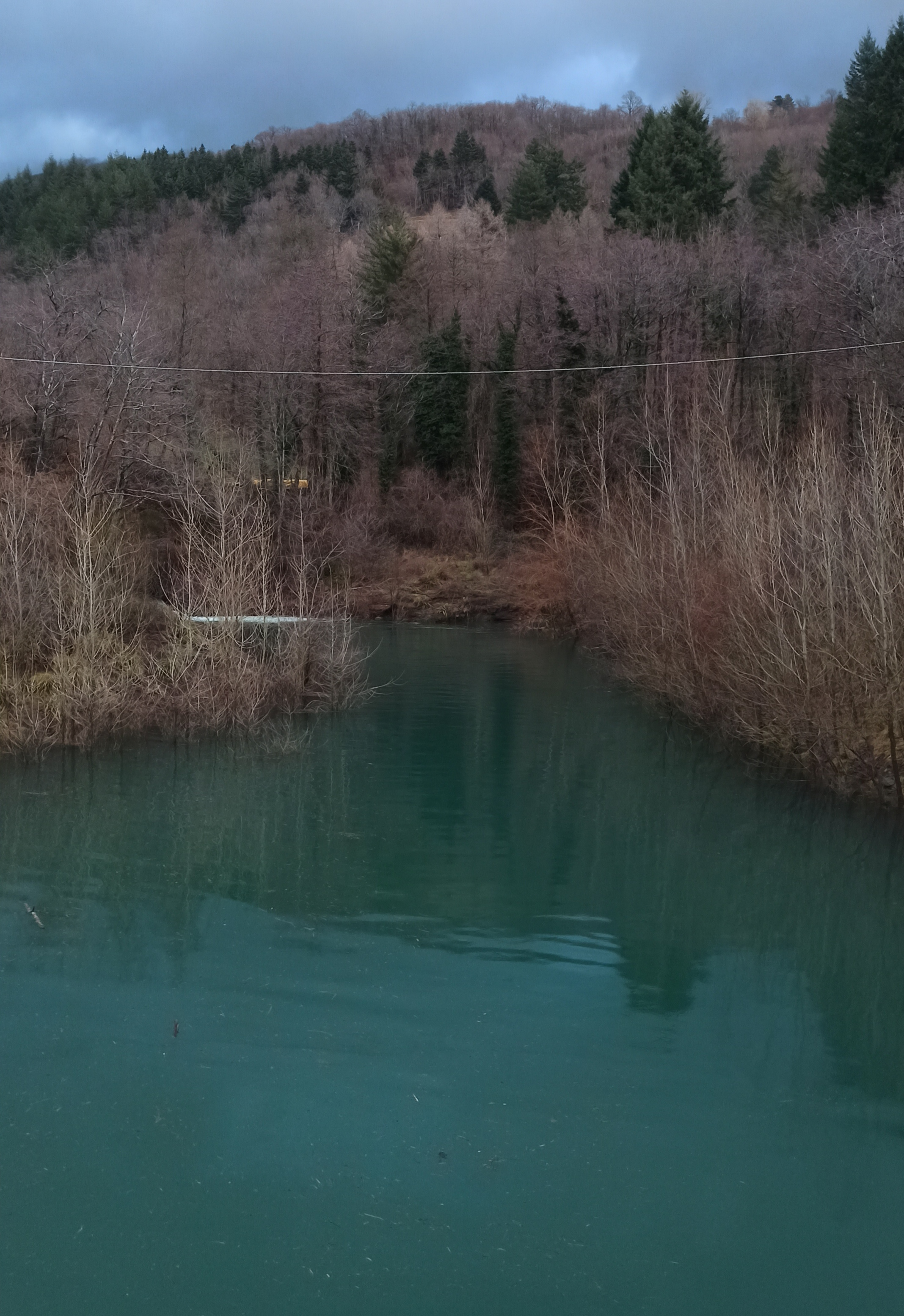
Bacino Rio Forca

Tale impianto va a servizio della centrale idroelettrica di Sperando presso La Lima anche se non vi afferisce direttamente, in quanto le condotte che partono dal bacino artificiale vanno a finire nella Vasca di carico di Monte Castello che fa a capo alla Diga di Verdiana. Infatti lo sbarramento è stato concepito per aumentare il volume idrico utile alla resa del processo produttivo della centrale idroelettrica. La struttura è stata realizzata nel secondo '900 ad opera della SELT-Valdarno. La galleria che permette alle acque del Rio Forca di arrivare alla vasca di carico ha una lunghezza complessiva di 2,2 km che porta a quota 738 m.s.l.m.